# Leptometra celtica
Leptometra celtica är en sjöliljeart. Leptometra celtica ingår i släktet Leptometra och familjen fjäderhårstjärnor. Inga underarter finns listade i Catalogue of Life.